# Live at the Royal Albert Hall (Bryan Adams)
Live at the Royal Albert Hall è un cofanetto di Bryan Adams comprendente esibizioni dal vivo tratte da concerti tenuti presso la Royal Albert Hall di Londra, pubblicato dalla BMG

## Descrizione

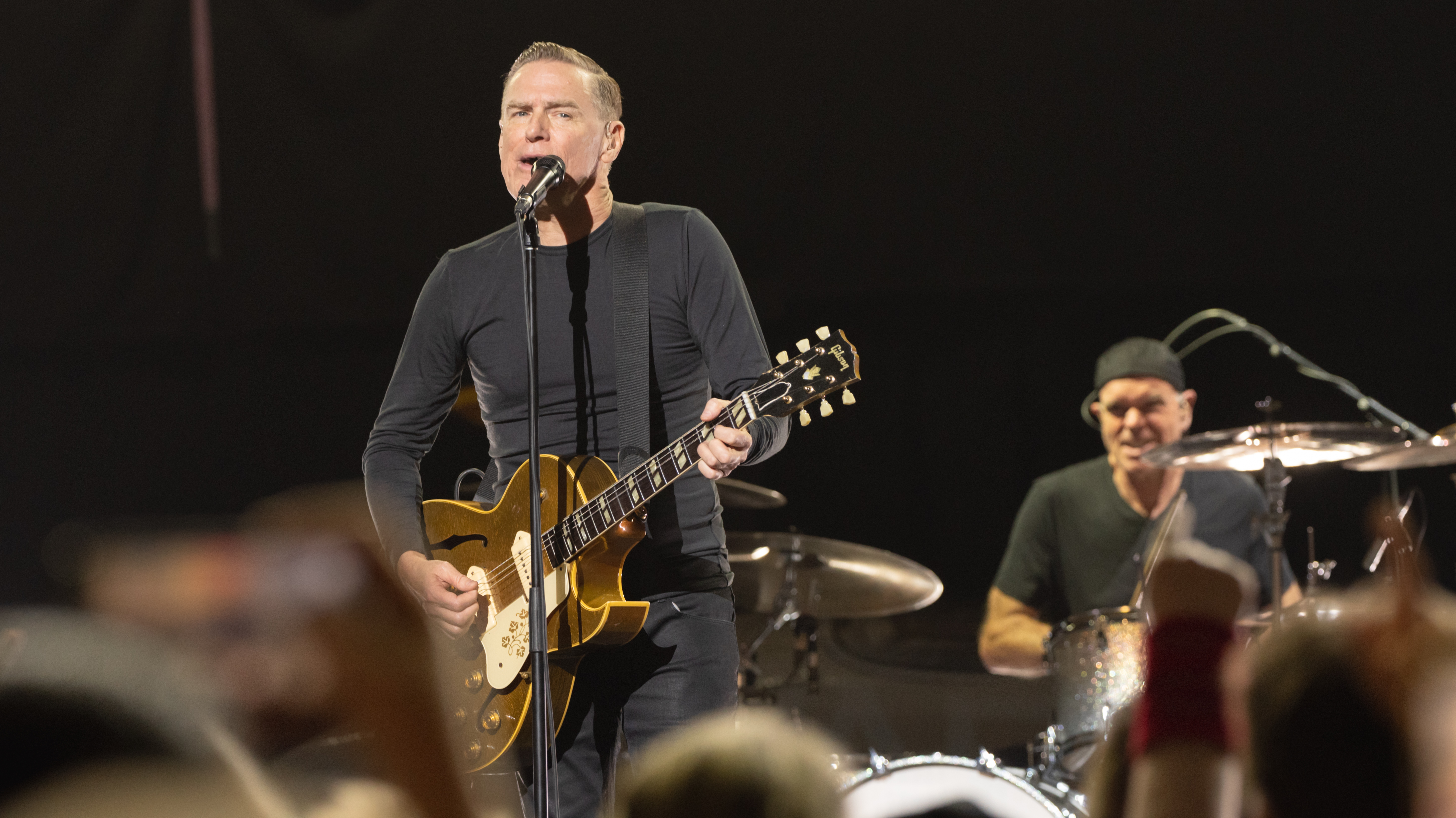
Bryan Adams in concerto presso la Royal Albert Hall, 9 maggio 2022

Contiene la registrazione dei tre concerti, 9, 10 e 11 maggio 2022, tenuti dal cantante presso la Royal Albert Hall durante il So Happy It Hurts Tour. I concerti erano programmati per il maggio 2020, ma per via del COVID-19 sono state momentaneamente annullate. Le tre serata presso la Royal Albert Hall sono state riprogrammate per il 2022. Ogni sera, Adams eseguiva uno dei suoi album classici nella sua interezza: Cuts Like a Knife (prima serata), Into The Fire (seconda serata) e Waking Up the Neighbours (terza serata). All'ultimo momento, Adams decise che voleva registrare e filmare le performance di questi album e chiamò il suo amico e collaboratore; il regista Dick Carruthers, per riunire la sua troupe per una ripresa multi-camera. In un giorno, Adams e la band suonarono due interi album dal vivo nel bel mezzo dell'Albert Hall (Cuts Like a Knife e Into The Fire), senza pubblico, poi tornarono quella sera per eseguire il terzo (Waking Up the Neighbours), dal vivo con pubblico. Il cofanetto contiene un totale di 35 canzoni dal vivo, 3 CD oppure 4 LP, un DVD Blu-Ray di tutte le esibizioni e un libro fotografico di 32 pagine con immagini esclusive.

## Promozione
Nel corso del 2023 ha reso disponibile quattro video musicali sul proprio canale ufficiale YouTube: I'm Ready, Cuts Like a Knife, Rebel e Into the Fire.
Il 3 novembre 2023 ha pubblicato i video per Thought I'd Died and Gone to Heaven e (Everything I Do) I Do It for You.

## Tracce

### Versione in triplo CD
Disco 1 - (Cuts Like a Knife - Live At The Royal Albert Hall)
Testi e musiche di Bryan Adams e Jim Vallance eccetto dove indicato.
1. The Only One – 3:00
2. Take Me Back – 4:20
3. This Time – 3:23
4. I'm Ready – 4:02 (Adams, Eric Kagna)
5. What's It Gonna Be – 3:21
6. Don't Leave Me Lonely – 3:00 (Adams, Vallance, Eric Carr)
7. Let Him Know – 2:56
8. The Best Was Yet to Come – 2:58
9. Cuts Like a Knife – 5:08
10. Straight from the Heart – 3:04

Disco 2 - (Into The Fire - Live At The Royal Albert Hall)
Testi e musiche di Bryan Adams e Jim Vallance.
1. Into the Fire – 4:20
2. Heat of the Night – 4:48
3. Victim of Love – 3:55
4. Another Day – 3:41
5. Native Son – 6:12
6. Only the Strong Survive – 2:49
7. Rebel – 3:45
8. Remembrance Day – 5:45
9. Hearts On Fire – 3:30
10. Home Again – 4:22

Disco 3 - (Waking Up the Neighbours - Live At The Royal Albert Hall)
Testi e musiche di Bryan Adams e Robert John "Mutt" Lange eccetto dove indicato.
1. Is Your Mama Gonna Miss Ya? – 3:33
2. Hey Honey - I'm Packin' You In! – 3:15 (Adams, Lange, Victoria Russell, Keith Scott)
3. Can't Stop This Thing We Started – 4:56
4. Thought I'd Died and Gone to Heaven – 3:35
5. Not Guilty – 3:32
6. Vanishing – 4:51
7. House Arrest – 3:38 (Adams, Lange, Vallance)
8. Do I Have to Say the Words? – 5:23 (Adams, Lange, Vallance)
9. There Will Never Be Another Tonight – 4:10 (Adams, Lange, Vallance)
10. All I Want Is You – 3:52
11. Depend On Me – 4:09
12. Touch the Hand – 3:11
13. If You Wanna Leave Me (Can I Come Too?) – 4:05
14. Don't Drop That Bomb on Me – 6:57
15. (Everything I Do) I Do It for You – 7:44 (Adams, Lange, Michael Kamen)

### Versione in quadruplo LP
Disco 1 - (Cuts Like A Knife - Live At The Royal Albert Hall)
Lato A
1. The Only One
2. Take Me Back
3. This Time
4. I'm Ready
5. What's It Gonna Be

Lato B
1. Don't Leave Me Lonely
2. Let Him Know
3. The Best Was Yet to Come
4. Cuts Like A Knife
5. Straight From The Heart

Disco 2 - (Into The Fire - Live At The Royal Albert Hall)
Lato A
1. Into the Fire
2. Heat of the Nigh
3. Victim Of Love
4. Another Day
5. Native Son

Lato B
1. Only the Strong Survive
2. Rebel
3. Remembrance Day
4. Hearts on Fire
5. Home Again

Disco 3 - (Waking Up The Neighbours - Live At The Royal Albert Hall)
Lato A
1. Is Your Mama Gonna Miss Ya?
2. Hey Honey - I'm Packin' You In!
3. Can't Stop This Thing We Started
4. Thought I'd Died And Gone To Heaven

Lato B
1. Not Guilty
2. Vanishing
3. House Arrest
4. Do I Have To Say The Words?

Disco 4
Lato A
1. There Will Never Be Another Tonight
2. All I Want Is You
3. Depend On Me
4. Touch The Hand

Lato B
1. If You Wanna Leave Me (Can I Come Too?)
2. Don't Drop That Bomb On Me
3. (Everything I Do) I Do It For You

### Versione in Blu-ray Disc
I video di Cuts Like A Knife e Into The Fire sono stati registrati dal vivo senza pubblico, Waking Up The Neighbours è stato registrato dal vivo con presenza del pubblico.
Blu-ray Disc - (Live At The Royal Albert Hall)
1. Cuts Like A Knife
2. The Only One
3. Take Me Back
4. This Time
5. I'm Ready
6. What's It Gonna Be
7. Don't Leave Me Lonely
8. Let Him Know
9. The Best Was Yet To Come
10. Cuts Like A Knife
11. Straight From The Heart
12. Take Me Back (acustica)
13. Into The Fire (Film Intro)
14. Into The Fire
15. Heat Of The Night
16. Victim Of Love
17. Another Day
18. Native Son
19. Only The Strong Survive
20. Rebel
21. Remembrance Day
22. Hearts On Fire
23. Home Again
24. Into The Fire (acustica)
25. Waking Up The Neighbours (Film Intro)
26. Is Your Mama Gonna Miss Ya?
27. Hey Honey (I'm Packin' You In!)
28. Can't Stop This Thing We Started
29. Thought I'd Died And Gone To Heaven
30. Not Guilty
31. Vanishing
32. House Arrest
33. Do I Have To Say The Words?
34. There Will Never Be Another Tonight
35. All I Want Is You
36. Depend On Me
37. Touch The Hand
38. If You Wanna Leave Me (Can I Come Too?)
39. Don't Drop That Bomb On Me
40. (Everything I Do) I Do It For You
41. Intro della band
42. Is Your Mama Gonna Miss Ya? (acustica)

## Formazione
- Bryan Adams – Chitarra, Cantante
- Keith Scott – Chitarra
- Pat Steward – Batteria
- Gary Breit – Tastiere
- Solomon Walker – Basso

### Personale tecnico
- Produttore discografico – Bryan Adams
- Ingegnere Mixing – Hayden Watson
- Ingegnere di registrazione – Rob Nevalainen
- Mastering – Bob Ludwig
- Regista (DVD) – Dick Carruthers e Bryan Adams

## Classifiche

### Classifiche settimanali
| Classifica (2023)          | Posizione massima |
| -------------------------- | ----------------- |
| Austria                    | 53                |
| Belgio (Fiandre)           | 98                |
| Belgio (Vallonia)          | 192               |
| Germania                   | 20                |
| Regno Unito (indipendet)   | 6                 |
| Regno Unito (physical)     | 31                |
| Regno Unito (Record Store) | 8                 |
| Scozia                     | 39                |
| Spagna                     | 93                |
| Svizzera                   | 26                |